# Konrad III. von Lichtenberg

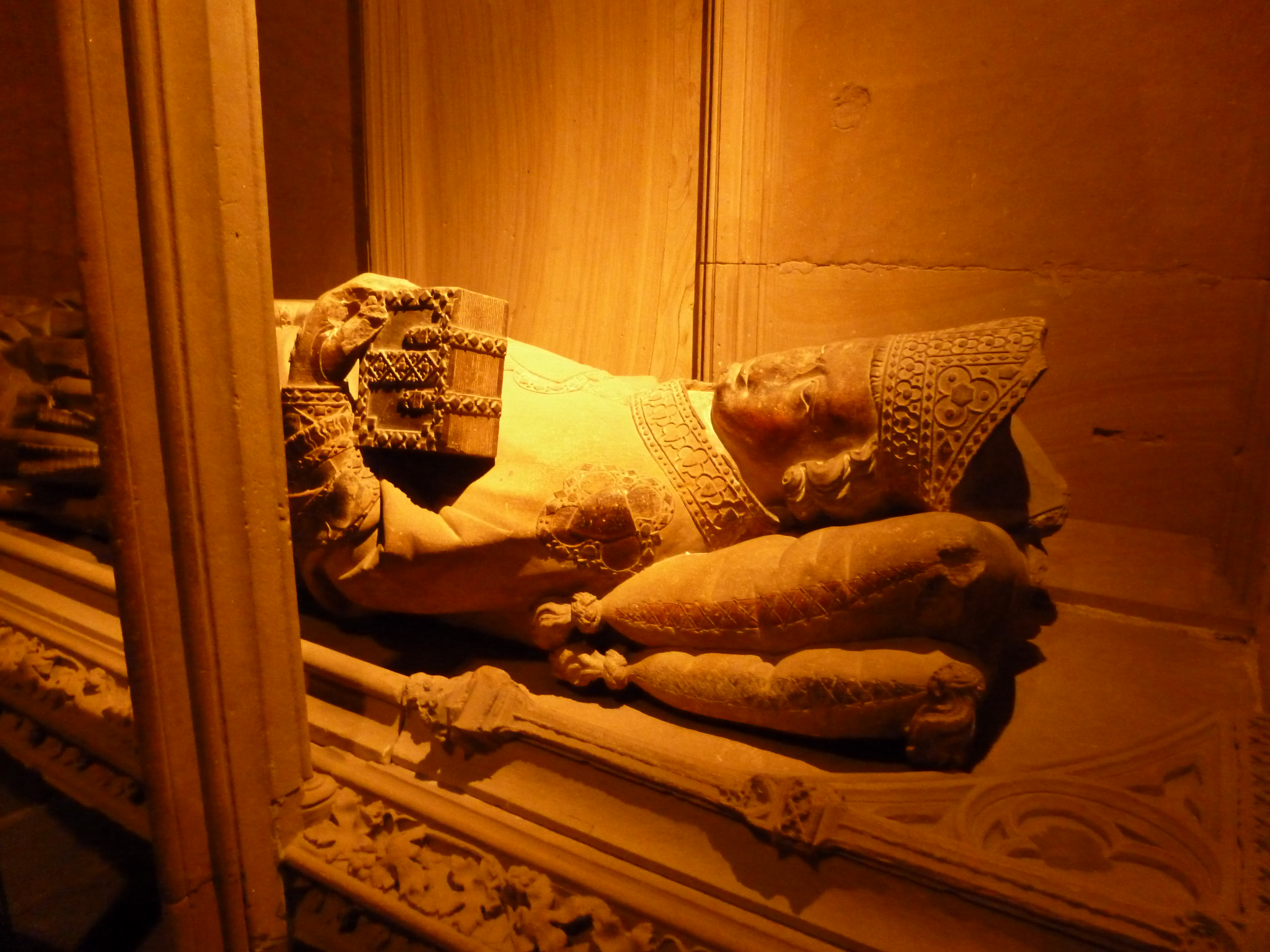
Grabmal von Konrad von Lichtenberg

Konrad III. von Lichtenberg (* um 1240 in Lichtenberg (Elsass); † 1. August 1299 in Straßburg) war von 1273 bis zu seinem Tod Bischof von Straßburg.
Sein Vater war Ludwig I. von Lichtenberg, seine Mutter ist namentlich nicht bekannt. Erstmals erwähnt 1253 könnte Konrad um 1235 geboren worden sein.
Konrad III. machte sich um den Bau des Straßburger Münsters sehr verdient. 1275 legte er den Grundstein für die Westfassade. Während seiner Amtszeit wurde das Langhaus vollendet. 1277 wurde das Westwerk mit einer der größten Fensterrosetten Europas begonnen. Einerseits war er seiner Stadt sehr verbunden, andererseits kämpfte er aber auch für die Interessen des Hauses Habsburg und die Ausweitung der Macht seiner Familie, der Herren von Lichtenberg.
1299 eilte er seinem Schwager Egino II., dem Grafen von Freiburg im Breisgau, bei dessen Kampf gegen die rebellierenden Bürger der Stadt Freiburg zur Hilfe. Bei der Belagerung der Stadt wurde er durch einen Lanzenstich am 28. Juli 1299 so schwer verwundet (angeblich durch einen Metzger), dass er umgehend nach Straßburg zurückgebracht wurde. Dort starb er vier Tage später. Er wurde im Straßburger Münster bestattet.